# Heinrich Christoph Steinhart
Heinrich Christoph Steinhart, Pseudonym Ludwig von Selbiger (* 8. Dezember 1762 in Vienau; † 20. September 1810 in Dobbrun) war ein deutscher Pastor und Autor.
Nach seiner Tätigkeit als Pfarrgehilfe bei seinem Vater, der Prediger in Erxleben war, wurde Steinhart 1802 zum Pfarrer in Dobbrun berufen. An der dortigen Dorfkirche ist ein Gedenkstein für ihn aufgestellt.
Unter Pseudonym veröffentlichte er ab 1803 mehrere Unterhaltungsromane, so z. B. Meine Reise nach Frankreich oder die Reise ins Bad. 1802 veröffentlichte Steinhart das bedeutende regionalgeschichtliche Werk Über die Altmark.

## Werke (Auswahl)
- Meine Reise nach Frankreich in den Jahren 1800–1801, 3 Bde., 1802
- Der goldene Stier, 2 Bde., 1805
- Drei Monate aus dem Leben des Kaninikus S., 1806
- Ueber die Altmark. Ein Beitrag zur Kunde der Mark Brandenburg, 2 Bände; Band 1: 1800 Digitalisat Band 2: 1802 Digitalisat